# Sân khấu múa rối Białystok

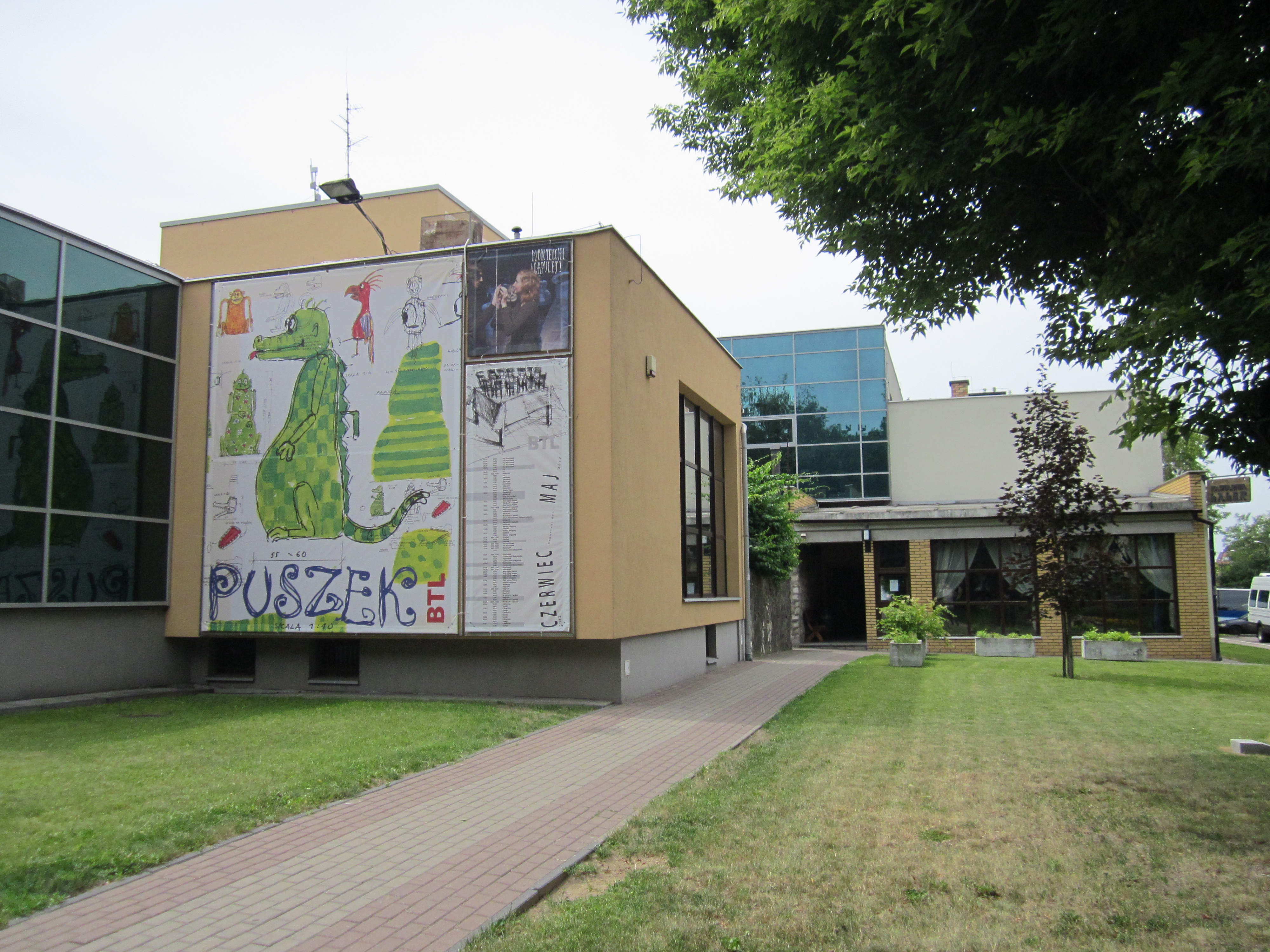
Sân khấu múa rối Białystok

Sân khấu múa rối Białystok (tiếng Ba Lan: Białostocki Teatr Lalek, viết tắt là BTL) là một trong những sân khấu múa rối lâu đời nhất của Ba Lan. Sân khấu tọa lạc tại số 1 đường Kalinowski, thành phố Białystok, trình diễn các tiết mục múa rối cho trẻ em và múa rối theo văn học thế giới dành cho người lớn. Do trình độ chuyên môn nghệ thuật cao, nơi đây được công nhận là một trong những sân khấu múa rối hay nhất ở Ba Lan. Nhờ có Sân khấu múa rối Białystok, thành phố Białystok trở thành trung tâm múa rối của Ba Lan.

## Lịch sử
Sân khấu múa rối Białystok chính thức thành lập vào năm 1953, nguồn tài chính do Bộ Văn hóa và Di sản Quốc gia Ba Lan cung cấp. Năm 1937, một sân khấu múa rối nghiệp dư được thành lập ở Białystok, do Helena Pacewicz và Piotr Sawicki gây dựng. Họ sau này trở thành giám đốc đầu tiên của sân khấu múa rối Białystok.
Việc quốc hữu hóa sân khấu diễn ra vào năm 1960.
Trường diễn xuất sân khấu múa rối thành lập vào năm 1974 (sau đó chuyển thành Khoa múa rối thuộc Học viện nghệ thuật sân khấu quốc gia Aleksander Zelwerowicz ở Warsaw).
Trong những năm 1975 đến năm 1979, tòa nhà đầu tiên ở Ba Lan dành riêng cho sân khấu múa rối được xây dựng. Tòa nhà có 3 hội trường: lớn (200 chỗ), nhỏ (100 chỗ) và phòng diễn tập (40 chỗ).

### Giám đốc sân khấu
- Piotr Sawicki
- Joanna Piekarska
- Krzysztof Rau
- Wojciech Kobrzyński
- Wojciech Szelachowski
- Marek Waszkiel (từ tháng 9 năm 2005)
- Jacek Malinowski (từ tháng 9 năm 2012)

## Một số hình ảnh
- Quan sát từ đường Kalinowskiego
- Quang cảnh lối vào từ đường Kalinowskiego
- Quan sát từ Công viên trung tâm